# Nuno Tavares
Nuno Tavares (Lissabon, 26 januari 2000) is een Portugees voetballer die doorgaans speelt als linkervleugelverdediger. Hij werd in augustus 2023 verhuurd aan Nottingham Forest en is eigendom van Arsenal.

## Clubcarrière
Tavares doorliep de jeugdreeksen van Casa Pia AC en Sporting Lissabon om vanaf 2015 de jeugdopleiding van Benfica te volgen. In juli 2019 maakte hij de overstap naar het eerste elftal. Op 10 augustus 2019 maakte hij zijn debuut voor het eerste elftal in de met 5–0 gewonnen wedstrijd tegen Paços de Ferreira. Hij speelde de volledige wedstrijd en wist bij zijn debuut ook te scoren. In minuut 26 maakte hij het eerste doelpunt. Met nog twee assists had hij een groot aandeel in de overwinning.

## Clubstatistieken
| Seizoen     | Club        | Competitie     | Competitie | Competitie | Competitie | Beker | Beker | Beker | Internationaal | Internationaal | Internationaal | Totaal | Totaal | Totaal |
| Seizoen     | Club        | Competitie     | Wed.       | Dlp.       | Ass.       | Wed.  | Dlp.  | Ass.  | Wed.           | Dlp.           | Ass.           | Wed.   | Dlp.   | Ass.   |
| ----------- | ----------- | -------------- | ---------- | ---------- | ---------- | ----- | ----- | ----- | -------------- | -------------- | -------------- | ------ | ------ | ------ |
| 2019/20     | Benfica     | Primeira Liga  | 11         | 1          | 4          | 5     | 0     | 0     | —              | —              | —              | 16     | 1      | 4      |
| 2020/21     | Benfica     | Primeira Liga  | 14         | 0          | 0          | 6     | 0     | 2     | 5              | 0              | 1              | 25     | 0      | 3      |
| Club Totaal | Club Totaal | Club Totaal    | 25         | 1          | 4          | 11    | 0     | 2     | 5              | 0              | 1              | 41     | 1      | 7      |
| 2021/22     | Arsenal     | Premier League | 13         | 0          | 1          | 6     | 0     | 1     | —              | —              | —              | 19     | 0      | 2      |
| Club Totaal | Club Totaal | Club Totaal    | 13         | 0          | 1          | 6     | 0     | 1     | 0              | 0              | 0              | 19     | 0      | 2      |
| TOTAAL      | TOTAAL      | TOTAAL         | 38         | 1          | 5          | 17    | 0     | 3     | 5              | 0              | 1              | 60     | 1      | 9      |

Bijgewerkt op 11 januari 2020.

## Interlandcarrière
Ferro maakte deel uit van verschillende Portugese nationale jeugdselecties.

## Erelijst
| Supertaça Cândido de Oliveira | 1x | 2019 |